# Juan de la Fuente
Juan de la Fuente (Buenos Aires, 15 augustus 1976) is een Argentijns zeiler. Hij vertegenwoordigde Argentinië viermaal de op Olympische Zomerspelen en behaalde hierbij twee bronzen medailles.
De la Fuente nam in 2000 een eerste keer deel aan de Olympische zomerspelen. In de klasse tweepersoonsjol (470) won hij aan de zijde van Javier Conte de bronzen medaille. Samen met Conte nam hij ook de Olympische Spelen van 2004 en 2008 deel. Ze eindigden respectievelijk op een 13e en 10e plaats.
Op de  Olympische Spelen van 2012 behaalde hij opnieuw een bronzen medaille, ditmaal aan de zijde van Lucas Calabrese.

## Palmares
470
- 2000:  OS Sydney
- 2003: 12e WK
- 2004: 13e OS Athene
- 2007: 12e WK
- 2008: 10e OS Peking
- 2009: 9e WK
- 2010: 11e WK
- 2011: 20e WK
- 2012: 5e WK
- 2012:  OS Londen